# Alfred Haushofer

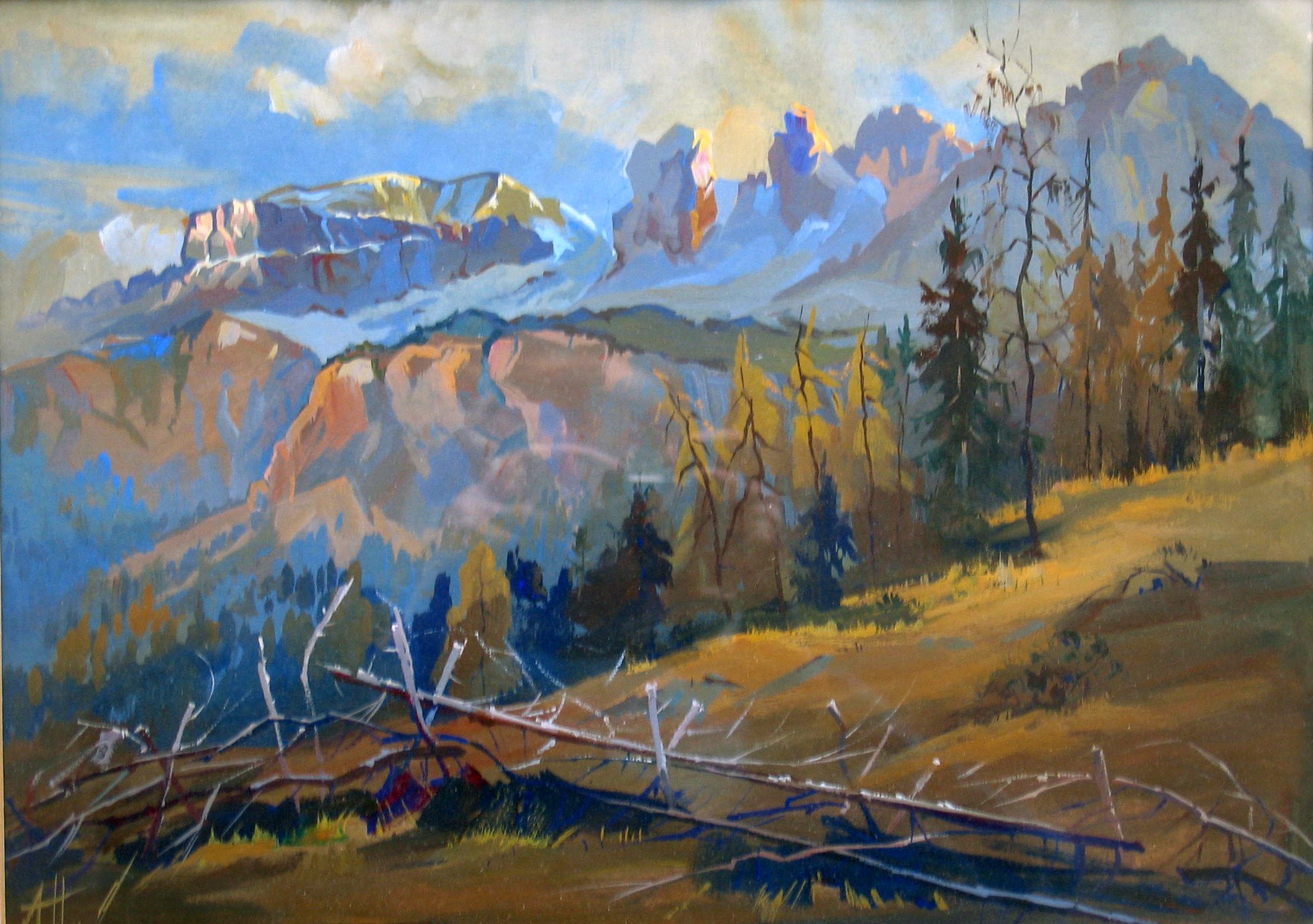
Alfred Haushofer: Bayrische Landschaft (Gouache)

Alfred Haushofer (16. März 1872 in München – 4. Juli 1943 in Seebruck am Chiemsee) war ein deutscher Landschaftsmaler, Zeichner und Illustrator.

## Leben
Alfred Maximilian Joseph Haushofer war ein Sohn des Professors für Nationalökonomie und Statistik an der Polytechnischen Hochschule in München, Max Haushofer Jr., und seiner ersten Ehefrau Adelheid, geborene Fraas. Geschwister  von Alfred Haushofer aus dieser Ehe waren der Geograf Karl Haushofer und die Kunstmalerin und Frauenrechtlerin Marie Haushofer. In zweiter Ehe heiratete der Vater 1902 Maries Freundin, die Schriftstellerin Henriette Emma Merk. Der Maler Maximilian Haushofer Sen. (1811–1866) war Alfred Haushofers Großvater, der Schriftsteller und Widerstandskämpfer gegen den Nationalsozialismus Albrecht Haushofer sein Neffe.
Haushofer besuchte von 1882 bis 1888 das Maximiliansgymnasium München. Mit dem 29. April 1891 trat er in die Naturklasse von Gabriel Hackl an der Münchner Kunstakademie ein und war hier mindestens bis zum Sommersemester 1892 eingeschrieben.
Am 10. August 1907 heiratete er Mathilde Luber, die Tochter eines Nürnberger Handschuhfabrikanten, die einen Sohn mit in die Ehe brachte. 1905 wurde die Tochter Margarete, 1907 die Tochter Marie Elisabeth geboren. 1907 meldete sich Alfred Haushofer nach Frauenchiemsee ab und begann den Bau eines eigenen Hauses in Seebruck am Chiemsee, in das die Familie einzog.
Während des  Ersten Weltkriegs wurde Haushofer als Hauptmann der Reserve eingezogen und erwarb das Eiserne Kreuz II. Klasse und den Bayerischen Militärverdienstorden.
Alfred Haushofer verstarb im Alter von 71 Jahren und wurde auf der Insel Frauenchiemsee bestattet.

## Werk
Alfred Haushofer fand seine Motive vor allem in der Landschaft am Chiemsee und in dessen Umgebung und setzte dabei überwiegend die Techniken des Aquarells und der Temperamalerei (Gouache) ein. Als Illustrator lieferte er humoristische Zeichnungen für die in München herausgegebenen Zeitschriften Jugend und Fliegende Blätter; originale Zeichnungen enthalten das Gästebuch der Baronin Julie von Wendelstadt in Schloss Neubeuern sowie die beiden letzten Bände der Künstlerchronik Frauenwörth.
Seine Arbeiten zeigte er im Münchner Kunstverein sowie ab ca. 1912 in den Münchner Jahresausstellungen im Glaspalast. 1920 gehörte er zu den Mitbegründern der Künstlergruppe Die Frauenwörther mit Hiasl Maier-Erding, Thomas Baumgartner und Constantin Gerhardinger, zu denen später u. a. Rudolf Sieck, Rudolf W. Groeschl und Albert Stagura (1866–1947) stießen. Seit 1921 stellte er mit den Frauenwörthern in der Torhalle auf Frauenchiemsee aus.

## Werkauswahl
- Alpenlandschaft / Herbstlandschaft, Gouachen: Offizieller Katalog der Münchner Jahresausstellung 1912 im Glaspalast, Nr. 685/686
- Herbst am Chiemsee, Aquarell: Illustrierter Katalog der XI. internat. Kunstausstellung, München 1913, Nr. 1238
- Föhnstimmung, Öl; Chiemsee im Nebel, Gouache: Münchner Jahresausstellung im Glaspalast 1914, Nr. 910/911
- Wintertag am Chiemsee / Vorfrühling am Chiemsee / Frühlingsabend am Chiemsee, Gouachen: Münchner Jahresausstellung 1918, kgl. Glaspalast (MKG), Nr. 553-55
- Fischerboote auf Frauenchiemsee, Gouache: Münchner Jahresausstellung 1919, kgl. Glaspalast (MKG), Nr. 404
- Wintermorgen am Chiemsee, Tempera: Münchner Kunstausstellung 1929 im Glaspalast, Nr. 571
- Mahrental mit Hocheis, Tempera: Münchner Kunstausstellung 1930 im Glaspalast, Nr. 953
- Morgenstimmung am Chiemsee, Tempera: Rosenheim, Städtische Galerie